# Črna smrt
Črna smrt (znana tudi kot kuga, velika smrtnost ali črna kuga) je bila pandemija kapljične kuge v Zahodni Evraziji in Severni Afriki od 1346 do 1353. To je bila najbolj smrtonosna pandemija v človeški zgodovini, ki je povzročila smrt od 100 do 200 milijonov ljudi; v Evropi je dosegla vrhunec v časovnem obdobju od 1347 do 1351.
Kapljično kugo povzorča bakterija Yersinia pestis, ki se širi po zraku; črna smrt pa je morda že naslednja oblika, ki se širi od osebe do osebe s stikom prek dihanja in kašljanja, ko se izločajo kapljice, in povzroča vnetno kugo ali pljučno kugo. Bubonsko kugo povzroča bakterija Yersinia pestis in se širi prek pika bolh; med izbruhi črne kuge je verjetno dobila tudi drugotno obliko, ki se je širila s stikom od osebe do osebe prek kapljic pri izdihanju ali kašljanju. 
Glede na prizadeti del telesa ločimo različne oblike te bolezni: žlezno ali bubonsko kugo, pri kateri otečejo bezgavke, navadno v dimljah; pljučno kugo, ki prizadene pljuča; innastopi huda pljučnica; septično kugo, kjer bacili kuge preplavijo kri in kožno kugo, ki se pojavi ob gnojnih bolšjih pikih in opraskaninah.
Z tem izrazom označujemo torej kugo, ki se je pojavila v 14. stoletju po vsej Evropi. Epidemija je močno vplivala na kasnejšo zgodovino Evrope. Ime je dobila po črnih lisah, ki so nastajale na telesih obolelih zaradi notranjih krvavitev. Nekateri sodobni epidemiologi menijo, da je bila to v resnici epidemija ebole ali vraničnega prisada. Med kugo so uvrščali vse vrste pandemij, tudi črne koze.

## Zgodovina
Ni točno znano, kje se je epidemija začela. Predvidevajo, da so jo iz step Osrednje Azije prinesli popotniki in trgovci po osrednjeazijski Svilni poti, najprej pa je izbruhnila na Kitajskem. Tatari iz Zlate horde so leta 1344 in 1345 oblegali genovsko trgovsko kolonijo Kaffa na Krimskem polotoku, ki je postalo prvo prizorišče množičnih smrti. Od tam so jo genovske trgovske ladje z begunci zanesle najprej v Messino na Siciliji, potem pa še v Genovo in od tam naprej po Evropi. Vmes so genovski begunci najverjetneje okužili še Konstantinopel, od koder se je bolezen razširila še na Bližnji vzhod. Iz Genove je napredovala v Benetke, Francijo, Španijo, Veliko Britanijo, Skandinavijo, Nemčijo in Rusijo. Zanimivo je, da nekateri deli Evrope, denimo Poljska ter določena območja v Belgiji in na Nizozemskem, niso imeli veliko okužb. Mrtvece so običajno pokopavali v skupne grobove. 
Pred izbruhom črne smrti je Evropa trpela za Veliko lakoto v letih od 1315 do 1317, ki je za skoraj desetletje zaustavila rast prebivalstva. Stradajoči so takrat použili večino semenskega žita in delovne živine. Okrevanje po Veliki lakoti je bilo zato dolgotrajno, telesno odpornost pa so slabile še občasne posamezne sezonske lakote. Posebej velja omeniti še lakoto iz leta 1331. Tudi to je verjetno eden od razlogov, da je epidemija usmrtila tretjino tedanjega prebivalstva Evrope (približno 25 milijonov ljudi!), neupoštevajoč mrtvih v Afriki in Aziji. 
Prestrašeni ljudje so se izogibali drug drugemu iz strahu pred okužbo, bogataši pa so bežali iz mest na deželo. Obolele so velikokrat prepuščali samim sebi. 
Nekateri ljudje so za epidemijo obtoževali Jude – sumili so jih zastrupljevanja vodnjakov. To je vodilo v pogrome nad Judi.  
| Reaktion der weltlichen und der kirchlichen Macht (nemški izvirnik) | Odziv svetnih in cerkvenih oblasti (slovenski prevod) |
| --- | --- |
| Es fehlte nicht an Personen, die auf das Unrecht dieser Morde aufmerksam machten. Bereits am 4. Juli 1348 wandte sich der in Avignon lebende Papst Klemens VI. in einer Päpstliche Bulle gegen die Verfolgung von Juden. Die päpstliche Bulle wirkte nur in Avignon und trug ansonsten verhältnismäßig wenig zum Schutz der Juden bei. Daher folgte am 26. September 1348 eine zweite päpstliche Bulle mit dem Titel Quamvis perfidiam. Die Anschuldigung, die Juden würden durch das Vergiften von Brunnen die Seuche verbreiten, bezeichnete er darin als „unvorstellbar“, da sie in Gegenden der Erde wüte, wo keine Juden lebten, und dort, wo sie lebten, sie selbst Opfer der Seuche würden. Er forderte die Geistlichkeit auf, die Juden unter ihren Schutz zu stellen. Klemens VI. – der selbst hebräische Manuskripte sammelte – untersagte außerdem, Juden ohne Gerichtsverfahren zu töten oder sie auszuplündern. Er drohte den Verfolgern die Strafe der Exkommunikation an. | Ni manjkalo ljudi, ki so opozarjali, kako krivični so ti umori. Prav zato je 4. julija 1348 v Avignonu živeči papež Klemen VI. v buli obsodil preganjanju Judov. Papeška bula je učinkovala pravzaprav le v Avignonu, sicer pa je razmeroma malo prispevala k zaščiti Judov. Zato je 26. septembra 1348 sledila druga bula z naslovom Quamvis perfidiam. Obtožbo, da Judje z zastrupljanjem vodnjakov širijo kugo, je označil za "neverjetno", saj je divjala kuga tudi po območjih, kjer Judje niso prebivali; kjer pa so živeli, so tudi sami postajali žrtev kuge. Papež je spodbujal duhovščino, da naj Jude vzame pod svojo zaščito. Klemen VI. – ki je tudi sam zbiral hebrejske rokopise – je prepovedal ubijanje ali ropanje Judov brez sojenja. Preganjalcem je zagrozil celo s kaznijo izobčenja. |

Papeški buli za zaščito Judov pred obdolžitvami in preganjanji
1. Sicut Judais – prepoveduje pogrome nad Judi, po krivem obdolženimi povzročitve kuge (4. julij 1348).
2. Quamvis perfidiam zavrača govorice, češ da so Judje z zastrupitvijo vodnjakov povzročili črno smrt (26. september 1348).

### Karantena
Da bi omejili širjenje kuge, so na primer Benečani uvedli karanteno: prišleki, zlasti trgovci in mornarji, so morali prebiti štirideset dni v osamitvi oziroma izolaciji: če se v tem času niso pokazali znaki bolezni, so se mogli pridružiti svojim družinam in sodelavcem na delovnem mestu. Ta ukrep je bil za takratne čase izredno napreden in še najbolj učinkovit - ter ga mutatis mutandis uporabljajo uspešno tudi danes. 

### Dobrodelnost
Številni ljudje so verjeli, da je kuga božja kazen za človeške grehe: nekateri so se zato bičali, da bi na ta način zadostili za svoje in tuje grehe v upanju, da jim bo Bog prizanesel s kugo, proti kateri ni bilo zdravila. Drugi so dejavno pomagali po svojih močeh z deli krščanske ljubezni; takrat so nastale številne bratovščine, ki so se ukvarjale z nego bolnih in pokopavanjem mrtvih; pogostoma so se pri tem sami okužili: med njimi je znan zlasti zavetnik mladine, jezuitski bogoslovec in plemič - sveti Alojzij, ki je kot mladenič nosil okuženega bolnika v bolnišnico, se sam okužil in umrl.

## Spomin
Takratni ljudje so bolj mislili na smrt kot današnji, in tako je nastala vrsta slikarij z mrtvaškimi motivi. Tudi na Slovenskem imamo slike mrtvaškega plesa (danse macabre) – posebno znan je tisti v hrastoveljski cerkvi.
Po Sloveniji še danes obstajajo kostnice, kamor so pokopavali kužne bolnike v množične grobove, kakor tudi kužna znamenja, od katerih so pod preganjanjem vere za časa komunizma marsikatera uničili, na primer tisto ob poti iz Velenja v Šmartno iz 16. stoletja, ki je bilo uničeno leta 1957. Zatekali so se tudi k nebeškim zavetnikom, od katerih je najbolj znan sveti Rok. Obstaja precej njemu posvečenih cerkva, med drugimi tudi v Cerknici.
Opisi kuge so se pojavljali tudi v književnosti. Poznana zbirka novel Giovannija Boccaccia Dekameron se dogaja v okolici Firenc za časa kuge. V sodobnejši književnosti je nastal 1947 "nadčasovni roman" Alberta Camusa Kuga (Peste). Tudi slovenski pisatelji so se lotevali tega področja; tako je mladinski pisatelj Oskar Hudales napisal roman o kugi Črna smrt (1956) (COBISS); kuga pa je omenjena tudi v zgodovinnsko-vojnem romanu Rada Murnika  Lepi janičar (1954) in drugod. 

### Ocena
Ujma znana kot "črna smrt" je bila najhujša vseokužba v zgodovini Evrope, ko je umrlo od 30% do 60% njenega prebivalstva. Nekateri so obtoževali Jude, da jih je zapeljal hudič, s pomočjo katerega so pričarali kugo. Papež pa v svoji tozadevni prvi buli trdi nasprotno: tisti, ki Jude obtožujejo za širjenje črne smrti, so zapeljani od hudiča, ki je lažnivec od začetka. 
Papež je že v srednjem veku pravilno sklepal, da kuge in drugih bolezni ne povzroča človek. Znanstveniki so sčasoma odkrili, da jo povzroča bakterija z latinskim imenom Yersinia pestis in jo je prvič osamil Ricardo Jorge 1899. 
Po veliki epidemiji v 14. stoletju so se izbruhi kuge pojavljali vse do začetka 19. stoletja; takrat se je začelo cepljenje proti črnim kozam, ki so bile izkoreninjene šele leta 1980 (po poročilu Svetovne zdravstvene organizacije WHO); medtem pa črna smrt še ni izkoreninjena in se občasno pojavlja zlasti po Afriki; poleg tega postajajo v zadnjem času nekatere bakterije odporne na antibiotike. 